# Rumänische Fußballmeisterschaft 1921/22
Die Finalspiele um die Rumänische Fußballmeisterschaft 1921/22 wurden vom 27. August bis zum 17. September 1922 ausgetragen. Da durch die Vergrößerung des rumänischen Staatsgebietes aufgrund der Verträge von Trianon und St. Germain eine Reform des Spielbetriebs erforderlich war, fanden sieben regionale Vorausscheidungen statt. Deren Sieger spielten im K.-o.-System den rumänischen Meister aus. Es wurde zunächst nur jeweils ein Spiel ausgetragen. Endete dies unentschieden, fand ein Rückspiel statt, um eine Entscheidung herbeizuführen.

## Teilnehmer
| Region       | Sieger                     |
| ------------ | -------------------------- |
| Arad         | AMEF Arad                  |
| Bukarest     | Tricolor Bukarest          |
| Brașov-Sibiu | Nagyszebeni Sportegyesület |
| Cernăuți     | Polonia Czerniowce         |
| Cluj         | Victoria Cluj              |
| Oradea       | Stăruința Oradea           |
| Timișoara    | Chinezul Timișoara         |

## Ergebnisse

### Viertelfinale
|                    | Ergebnis  |                            |
| ------------------ | --------- | -------------------------- |
| Chinezul Timișoara | 1         | Nagyszebeni Sportegyesület |
| Polonia Czerniowce | 0:1 (0:0) | Tricolor Bukarest          |
| Stăruința Oradea   | 2:2 (1:1) | Victoria Cluj              |
| AMEF Arad          | kampflos  |                            |

#### Wiederholungsspiel
Das Wiederholungsspiel fand in Cluj statt.
|                  | Ergebnis  |               |
| ---------------- | --------- | ------------- |
| Stăruința Oradea | 0:2 (0:0) | Victoria Cluj |

### Halbfinale
|                    | Ergebnis  |                   |
| ------------------ | --------- | ----------------- |
| Chinezul Timișoara | 2:1 (1:0) | AMEF Arad         |
| Victoria Cluj      | 1         | Tricolor Bukarest |

### Finale
|                    | Ergebnis  |               |
| ------------------ | --------- | ------------- |
| Chinezul Timișoara | 5:1 (2:1) | Victoria Cluj |